# Клементьев, Ефимий Ильич
Ефи́мий Ильи́ч Клеме́нтьев (латыш. Jefimijs Klementjevs; род. 17 марта 1963, Екабпилсский район, Латвийская ССР, СССР) — советский и латвийский гребец-каноист, выступал за сборную Латвии на всём протяжении 1990-х годов. Участник двух летних Олимпийских игр, чемпион СССР, победитель многих регат республиканского и международного значения. Также известен как тренер по гребле на байдарках и каноэ, бывший депутат Рижской думы.

## Биография
Ефимий Клементьев родился 17 марта 1963 года в деревне Бунтики Екабпилсского района Латвийской ССР в семье староверов. После смерти матери в 1973 году, по стопам старших братьев Ивана и Петра поступил учиться в Рижское железнодорожное училище № 11, где была сильна спортивная секция гребли на байдарках и каноэ. Тогда же начал активно заниматься греблей, также по стопам братьев. Проходил подготовку в спортивном клубе «Трудовые резервы» в Риге, тренировался вместе со старшим братом Иваном, который впоследствии стал олимпийским чемпионом. А его брат Петр долгое время работал в школе, и много раз рассказывал детям про своего знаменитого и успешного брата.
В 1981 году окончил училище и начал работать токарем в вагонном депо «Рига-Сортировочная». Был призван в армию, где окреп физически и утвердился в желании заниматься греблей профессионально.

### Спортивная карьера
Первого серьёзного успеха на всесоюзном уровне добился в 1988 году, когда выиграл чемпионат СССР среди каноэ-одиночек на дистанции 1000 метров. После распада Советского Союза выступал за сборную Латвии, в частности, благодаря череде удачных выступлений удостоился права защищать честь страны на летних Олимпийских играх 1992 года в Барселоне — стартовал в зачёте одиночных каноэ на пятистах метрах, но сумел дойти лишь до стадии полуфиналов, где финишировал шестым.
В течение последующих десяти лет Клементьев побывал на многих крупных регатах и выиграл множество наград. Является 52-кратным чемпионом Латвии, 45 раз стартовал на различных этапах Кубка мира, 11 раз представлял латвийскую гребную сборную на чемпионатах мира — лучший результат на мировых первенствах показал в 1993 году в Копенгагене, когда стал шестым в одиночной десятикилометровой программе. Будучи одним из лидеров национальной команды Латвии, уже в возрасте 37 лет прошёл квалификацию на Олимпийские игры 2000 года в Сиднее, где впоследствии дошёл до финала одиночной километровой программы и финишировал в решающем заезде шестым.
Имеет высшее образование, в 1999 году окончил Латвийскую спортивно-педагогическую академию, бакалавр. После завершения карьеры профессионального спортсмена перешёл на тренерскую работу, тренировал молодых гребцов в собственном клубе «Братья Клементьевы», работал тренером в Рижской футбольной школе.

### Политическая деятельность
В конце 2000 годов Ефимий Клементьев активно занялся политической деятельностью. В 2009 году впервые был избран депутатом столичного самоуправления Латвии — Рижской думы, поднявшись по результатам выборов с последнего, 60-го места в списке на восьмое. Таким образом избиратели выразили уважение к спортивным достижениям Клементьева. Тот же успех Ефимий повторил на выборах 2017 года, когда с 53-го места в списке поднялся на одиннадцатое.
В думе представлял партию «Согласие», и был заместителем председателя комитета образования, молодёжи и спорта. В 2020 году баллотировался в думу, но не был избран.
В 2022 году был избран в Сейм Латвии от партии «Стабильность!».
14 августа 2024 года к нему было применено административное наказание за незнание государственного языка в объеме, необходимом для исполнения профессиональных и служебных обязанностей.

## Личная жизнь
Ефимий Клементьев женат на известной гребчихе Александре Апанович (род. 1969). У супругов есть трое детей: Александра, Елена и Иван. Супруга была его тренером на Олимпиаде в Сиднее. Она регулярно принимает участие в любительских и ветеранских соревнованиях по гребле.
Его сын Иван Клементьев (род. 2004), участвовал в 2025 году в выборах в Рижскую думу от партии «Стабильность!», но не был избран.